# Paul Roekaerts
Paul Roekaerts (Leuven, 15 april 1939) is een voormalige Belgische atleet, die gespecialiseerd was in de middellange afstand. Hij nam eenmaal deel aan de Olympische Spelen en veroverde één Belgische titel.

## Biografie

### Atletiek
Roekaerts nam op de 800 m deel aan de Olympische Spelen van 1964 in Tokio, waar hij uitgeschakeld werd in de reeksen.
In 1966 behaalde hij de Belgische titels op de 1500 m. Hij nam dat jaar ook deel aan de Europese kampioenschappen in Boedapest. Hij werd gediskwalificeerd in de reeksen van de 800 m.

### Clubs
Roekaerts was aangesloten bij RFC Luik, afdeling Flémalle. In 1970 stond hij mee aan de wieg van Flémalle Athlétic Club, waar hij trainer en bestuurslid was. Hij was ook bestuurslid van de LBFA.

### Handbal
Roekaerts was ook actief als handballer, waar hij door zijn snelheid werd ingezet als vleugelspeler. Hij speelde bij ROC Flémalle.

### Trivia
De atletiekpiste in Trixhe werd naar hem genoemd.

## Belgische kampioenschappen
| Onderdeel | Jaar |
| --------- | ---- |
| 1500 m    | 1966 |

## Persoonlijke records
| Onderdeel | Prestatie | Datum | Plaats |
| --------- | --------- | ----- | ------ |
| 800 m     | 1.47,7    | 1966  |        |
| 1500 m    | 3.43,9    |       |        |

## Palmares

### 800 m
- 1961:  BK AC – 1.50,1
- 1963:  BK AC – 1.53,4
- 1964:  BK AC – 1.53,0
- 1964: 6e in reeks OS in Tokio – 1.50,9
- 1966:  BK AC – 1.48,9
- 1966: DSQ in reeks EK in Boedapest

### 1500 m
- 1966:  BK AC – 3.46,3

## Onderscheidingen
- 2005: Sportverdienste provincie Luik[2]